# Печера семи сплячих

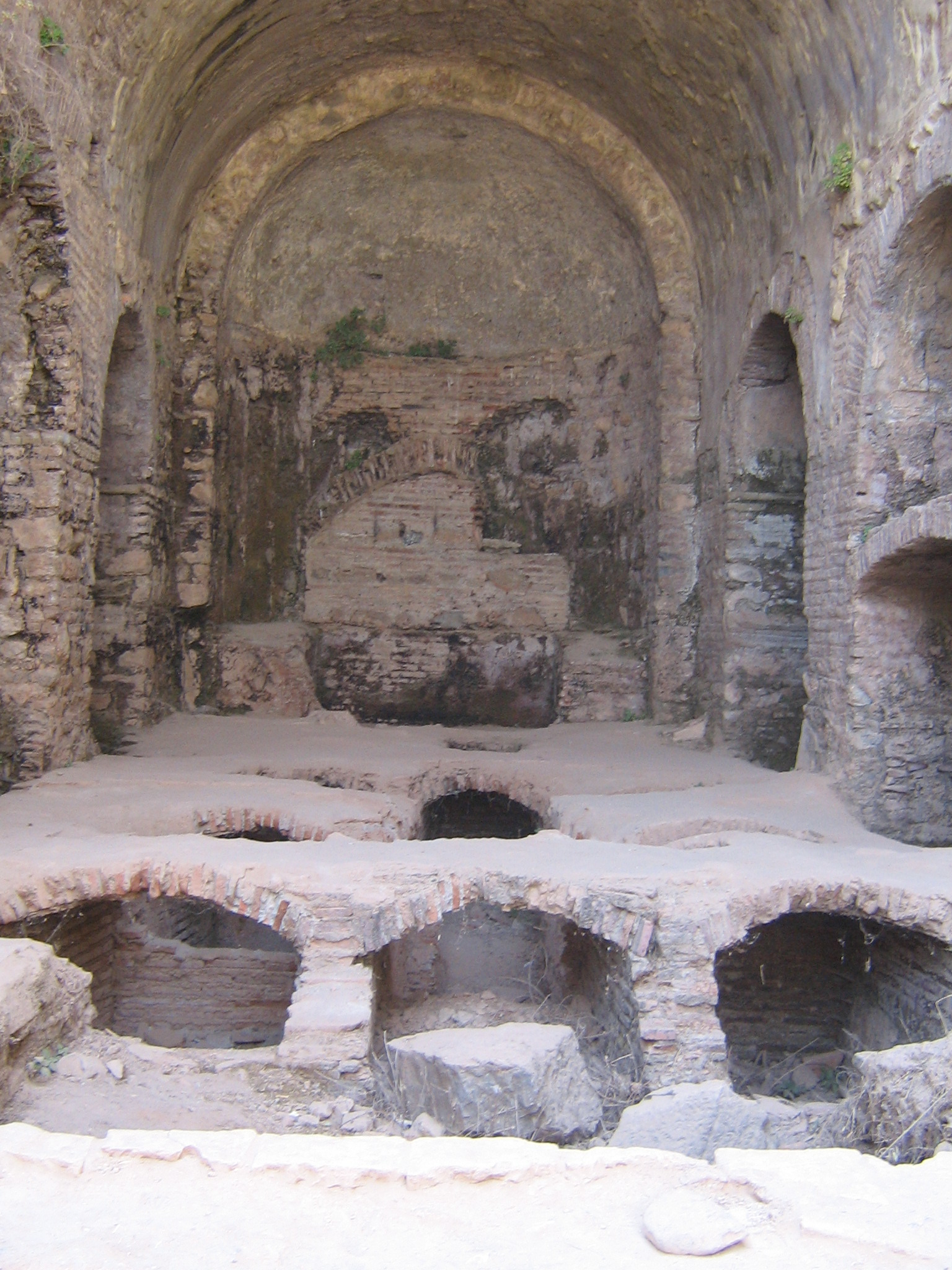
Печера семи сплячих

Печера семи сплячих (тур. Yedi Uyuyanlar, читається Єді́ Уюянла́р) — печера, де в період Пізнього Риму, імператора Деція, ховались від переслідувань семеро християнських отроків. В період Візантійської імперії її переробили на церкву. Печера розташована біля руїн міста Ефес (Туреччина), недалеко від Храму Артеміди.

## Легенда
За переказами в 194 році шість юнаків, супутником яких був також собака, втікали від переслідувань римської влади за поширення християнства. Коли переслідувачі їх вже наздоганяли, юнаки зустріли на своєму шляху чабана, в якого попросили знайти місце для схову. Не всі довіряли новому знайомому, але коли собака людською мовою сказав, що чабан добра людина, йому довірились. Чабан привів їх у печеру, де всі від утоми згодом заснули.
Переслідувачі знайшли сплячих юнаків, але не стали їх вбивати, а просто засунули вхід у печеру каменем.
Через 230 років, у 425 році «юнаки» прокинулись та зголодніли, і, оскільки в одного з них була золота монета з зображенням цезаря, його послали за хлібом. Закритий каменем вхід легко відкрився.

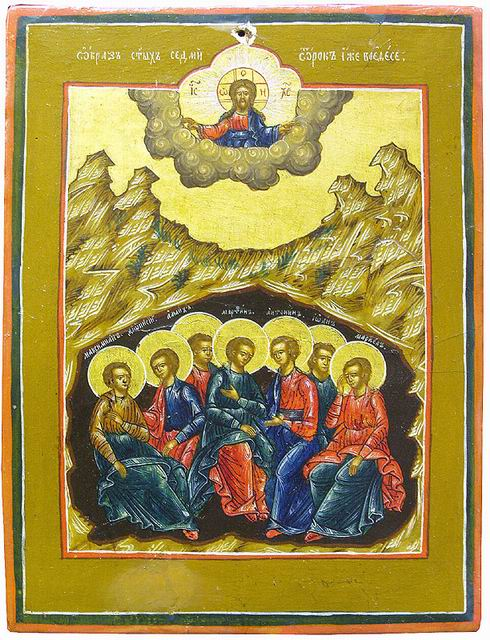
Семеро сплячих, ікона XIX ст.

Коли посланець дійшов до міста, він був дуже здивований. У місті всі мешканці вільно сповідували християнство, було багато церков. Також був здивований і торговець хлібом, до якого підійшов юнак і відповів, що такі монети вже давно не в обігу, але безкоштовно пригостив їжею незнайомця.
Після того як семеро мандрівників наїлись досита, вони знову заснули, але вже назавжди. Їх захоронили в тій же печері.
Їх імена були: Максиміан, Діонісій, Матфей, Іоанн, Серапіон, Мартиніан і Костянтин.
Ця легенда найшла відображення також у Корані.

## Легенда в літературі
Легенду про печеру семи сплячих творчо використав Томас Манн у своєму романі «Зачарована гора». Становище героя роману Ганса Касторпа автор порівнює з семи сплячими: у туберкульозному санаторії Давоса Ганс Касторп відгороджується від зовнішнього життя й ніби перебуває сім років у стані сну. На останніх сторінках роману Томас Манн безпосередньо згадує цю легенду (Legende der Siebenschläfer).